# Pressignac-Vicq
Pressignac-Vicq é uma comuna francesa na região administrativa da Nova Aquitânia, no departamento Dordonha. Estende-se por uma área de 16,74 km². Em 2010 a comuna tinha 442 habitantes (densidade: 26,4 hab./km²).